# (7067) Kiyose
(7067) Kiyose (1993 XE) – planetoida z pasa głównego asteroid okrążająca Słońce w ciągu 5,21 lat w średniej odległości 3,01 j.a. Została odkryta 4 grudnia 1993 roku w Nyukasa przez Masanori Hirasawę i Shohei Suzuki. Nazwa planetoidy pochodzi od miasta Kiyose, wchodzącego w skład aglomeracji Tokio.